# Pruden
Prudencio Sánchez Fernández (ur. 1 września 1916 w Babilafuente, zm. 25 lutego 1998 w Madrycie) – hiszpański piłkarz (napastnik). Zawodnik m.in. Realu Madryt.

## Życiorys
Pochodził z Babilafuente, zaczynał karierę piłkarską w UD Salamanca.
W sezonie 1940/41 w barwach Atlético Madryt wygrał mistrzostwo kraju oraz został królem strzelców Primera División (Trofeo Pichichi), po czym powrócił do Salamanki.
W latach 1943–1948 zawodnik Realu Madryt. Z Los Blancos dwukrotnie wygrywał krajowy Puchar. Brał udział w wygranym 11–1 el Clásico z FC Barcelona.